# Executie van Rainer Beck en Bruno Dörfer
De executie van Rainer Beck en Bruno Dörfer betrof de fusillade op 13 mei 1945 in Nederland van de Duitse Maschinenmaat Rainer Beck en de Oostenrijkse Funk-Gefreiter Bruno Dörfer wegens desertie. De executie werd voltrokken door gevangengenomen Duitse mariniers onder toezicht en met goedkeuring van de geallieerde Canadezen.

## Achtergrond
Na de capitulatie van alle Duitse troepen in Nederland in mei 1945 maakte generaal Harry Crerar, commandant van het Canadese 1e Leger, kolonel-generaal Johannes Blaskowitz van het 25e Leger verantwoordelijk voor alle Duitsers in zijn invloedssfeer, en op 7 mei 1945 trokken Canadese soldaten het bevrijde Nederland binnen. Op 11 mei 1945 nam compagnie "D" van de Seaforth Highlanders van de 1e Infanteriedivisie haar intrek in een fabriek van Ford Motor Company in Amsterdam, om van daaruit de concentratie en ontwapening van de duizenden nog in Nederland aanwezige Duitse mariniers te verzorgen. Om deze omvangrijke taak te vergemakkelijken werden de Duitsers niet aangemerkt als krijgsgevangenen, maar als "Surrendered Enemy Personnel". Dit hield onder meer in dat de Duitsers hun militaire eenheden organisatorisch intact mochten laten, wat voor de Canadezen het voordeel opleverde dat ze grotendeels zelf naar de concentratiegebieden marcheerden en zichzelf ontwapenden, terwijl ze evenmin hoefden te worden gevoed uit de rantsoenen van de geallieerden.
Hoewel de instandhouding van de militaire structuren ervoor zorgde dat de Duitsers een grote mate van controle behielden over de concentratiegebieden en -kampen waarin ze geïnterneerd werden, ontdekten Canadese soldaten een toenemend aantal deserteurs tussen de gevangenen. De geallieerden hadden tijdens de oorlog weliswaar propaganda verspreid met de bedoeling Duitse soldaten te laten deserteren, maar deze groep vormde nu een bedreiging voor de goede cohesie die een efficiënte concentratie mogelijk maakte.

## Proces en executie
Op 12 mei 1945 brachten leden van de Binnenlandse Strijdkrachten de Duitse Maschinenmaat Rainer Beck (28 jaar) en de Oostenrijkse Funk-Gefreiter Bruno Dörfer (20 jaar) naar het concentratiegebied dat onder controle stond van compagnie "D" van de Seaforth Highlanders. Beck — wiens moeder Joods en wiens vader een sociaaldemocraat was — deserteerde op 5 september 1944 (Dolle Dinsdag) in IJmuiden en was met zijn zus ondergedoken in Amsterdam. Dörfer verliet zijn bataljon enkele dagen voor het einde van de oorlog. Majoor Oliver Mace, waarnemend commandant van de Seaforth Highlanders, gaf het bevel ze bij de Duitse gevangenen onder te brengen. Om 10:05 uur op 13 mei 1945 informeerde compagniescommandant majoor J. Dennis Pierce de 2e Canadese Infanteriebrigade dat Fregattenkapitän (kapitein-luitenant ter zee) Alexander Stein, de door de Canadezen aangestelde kampcommandant, aan de brigade en Blaskowitz had voorgesteld een krijgsraad te houden in het kamp, en dat de Duitse commandant voornemens zou zijn Beck en Dörfer te veroordelen en executeren wegens desertie.
Alle 1.817 Duitse gevangenen waren aanwezig bij het proces. De krijgsraad, voorgezeten door Marineoberstabsrichters der Reserve Wilhelm Köhn, veroordeelde Beck en Dörfer tot de dood door de kogel wegens desertie (Fahnenflucht) onder § 70 van het Militärstrafgesetzbuch. Stein wendde zich onmiddellijk na afloop van het proces tot majoor Pierce voor middelen om de straf uit te voeren. Pierce stelde de 2e Infanteriebrigade op de hoogte, die om 10:30 uur de 1e Infanteriedivisie informeerde over de doodstraffen.  Generaal-majoor Harry W. Foster wilde hiervoor niet de verantwoordelijkheid nemen; uiteindelijk rapporteerde Blaskowitz, nog steeds verantwoordelijk voor de Duitsers in het bezette gebied, om 13:15 uur aan de 1e Infanteriedivisie dat hij de straffen goedkeurde en de 2e Infanteriebrigade in Amsterdam daarvan op de hoogte zou brengen. Dit gebeurde om 13:35 uur, waarna Pierce een vrachtauto en acht geweren voor het Duitse vuurpeloton ter beschikking stelde. Om respectievelijk 17:40 en 17:45 uur werden Dörfer en Beck op een nabijgelegen bunker onder toezicht van twee Canadese militairen gefusilleerd.

## Nasleep
Op dezelfde dag als de executie van Dörfer en Beck werden nog ten minste twaalf deserteurs naar het Duitse leger gerepatrieerd en vrijwel zeker geëxecuteerd. In de dagen erna ontwikkelden de Canadezen een soepeler beleid en werden deserteurs regelmatig gespaard. Op 16 juli 1997 beval het Duitse Bundesgerichtshof — op voordracht van de openbaar aanklager in Keulen — het Landgericht Keulen de zaak tegen Rainer Beck te herzien ("Wiederaufnahme des Verfahrens"). De openbaar aanklager had aangevoerd dat:
1. aan het vonnis gewezen op 13 mei 1945 een rechter (bedoeld wordt Wilhelm Köhn) heeft meegewerkt, die zich schuldig heeft gemaakt aan strafbare veronachtzaming van zijn ambtsplicht;
2. nieuwe feiten of bewijsmiddelen bekend zijn, die grond vormen de veroordeelde vrij te spreken;
3. een straf is opgelegd, die volgens de regels niet opgelegd had mogen worden.

Op 19 december 1997 sprak het Landgericht Keulen Rainer Beck postuum vrij. Het overwoog daartoe dat de desertie door noodzakelijkheid ("Notstand") gerechtvaardigd was, nu Beck als zoon van een Joodse moeder ernstig rekening moest houden met zijn arrestatie, en hij dit gevaar voor zijn leven alleen kon afwenden door de marine te verlaten en onder te duiken. De rehabilitatie geschiedde op verzoek van studenten en professoren van de Evangelische Fachhochschule Hannover.
Wilhelm Köhn, voorzitter van de krijgsraad, kon zijn carrière als rechter na de oorlog in Keulen voortzetten. Hij ging in 1967 met vervroegd pensioen en stierf in 1993, op 84-jarige leeftijd. Pogingen van Becks zuster Berthilde Skubella om Köhn te vervolgen wegens moord strandden wegens gebrek aan bewijs. De Canadese minister van Defensie Paul Hellyer ontkende in 1996 dat Canadezen medeverantwoordelijk waren voor de executies en benadrukte dat de Duitsers geen krijgsgevangenen maar "disarmed troops" (ontwapende troepen) waren.

## Trivia
- De Italiaans-Joegoslavische film Gott mit uns uit 1970 is gebaseerd op het verhaal van Beck en Dörfer.